# Løve
 For alternative betydninger, se Løve (flertydig). (Se også artikler, som begynder med Løve)
Løven (latin: Panthera leo) er en af de fem store katte i slægten Panthera og et medlem af kattefamilien. Det er den næststørste nulevende katteart efter tigeren, hvor nogle hanner kan veje over 250 kg. Der findes vilde løver i det subsahariske Afrika og i Asien (hvor en truet bestand lever i Gir Forest National Park I Indien). Løverne forsvandt fra Nordafrika og Sydvestasien for mange år siden, men dog i historisk tid. Indtil slutningen af Pleistocæn, for omkring 10.000 år siden, var løven det mest udbredte landpattedyr efter mennesket. Den kunne findes i størstedelen af Afrika, igennem hele Eurasien fra det vestlige Europa til Indien, og i Amerika fra Yukon til Peru.
I naturen lever hanner sjældent mere end 10 til 14 år, da de skader de pådrager sig ved konstant at slås med andre hanner væsentligt reducerer deres levetid. I fangenskab kan de leve i mere end 20 år. Løven opholder sig typisk på savannen og på græssletter, selvom de kan søge til bushen og skove. Løver er usædvanligt sociale dyr sammenlignet med andre katte. En løveflok består af beslægtede hunner og unger, samt en mindre gruppe voksne hanner. Grupper af hunløver jager typisk sammen, og angriber normalt store hovdyr. Løver er øverst i fødekæden, og indgår som en vital del af økosystemet, selvom de også æder ådsler, hvis muligheden byder sig. Løver jager normalt ikke mennesker, selvom der har været eksempler på at det er sket.
Løven er en sårbar art, og bestanden i Afrika blev i løbet af de sidste to årtier af det 20. århundrede reduceret med 30-50 %. Løvebestande har svært ved at opretholde sig selv udenfor reservater og nationalparker. Selvom grunden til tilbagegangen ikke er fuldt forstået, så er tab af levesteder og konflikter med mennesker i øjeblikket de to største kilder til bekymring. Løver er blevet holdt i menagerier siden romerriget, og har været meget eftertragtede til fremvisning i zoologiske haver over hele verden siden slutningen af det 18. århundrede. Flere zoologiske haver samarbejder globalt i avlsprogrammer for den truede asiatiske underart.
Hanløven kan let genkendes på sin manke. Løven, især hannens hoved, er et af de bedst kendte dyresymboler i menneskelig kultur. Der eksisterer afbildninger helt tilbage fra den senpalæolitiske epoke, fra figurer og malerier fra Lascaux-hulerne og Chauvetgrotten til stort set alle oldtids- og middelalderkulturer hvor løven har levet. Løven er også blevet meget brugt i skulpturer, i malerier, på nationalflag, og i moderne film og litteratur.

## Etymologi
Ordet løve kommer fra middelnedertysk leu/lewe/louwe (ligesom det tyske Löwe), og endnu tidligere fra oldhøjtysk leo/lewo/louwo. I sidste ende nedstammer ordet fra latin leo og oldgræsk λέων (léōn).

## Taksonomi og udvikling
Løven er en art i slægten Panthera, og dens nærmeste slægtninge er nogle af de andre arter i denne slægt: tigeren, jaguaren og leoparden. Løven udviklede sig i Afrika for mellem 1 million og 800.000 år siden, før den spredte sig gennem den holarktiske region. Den er første gang registreret som fossil i Europa for 700.000 år siden som underarten Panthera leo fossilis ved Isernia i Italien. Det var denne løveart, den senere huleløve (Panthera leo spelaea) udviklede sig fra for omkring 300.000 år siden. I løbet af den sene Pleistocæn spredte løven sig til Nord- og Sydamerika og udviklede sig til Panthera leo atrox, den amerikanske løve. Løven uddøde i det nordlige Eurasien og Amerika i slutningen af den sidste istid for omkring 10.000 år siden; dette kan have skyldtes, at den pleistocæne megafauna uddøde.

### Underarter
Traditionelt er der blevet anerkendt tolv underarter af nulevende eller uddøde løver, hvoraf den største var Atlasløven. Underarterne blev adskilt på forskelle i mankens udseende, størrelse og udbredelse. Da disse egenskaber er meget intetsigende og kan variere fra individ til individ, var de fleste af disse former muligvis slet ikke rigtige underarter – specielt da de ofte var baseret på materiale, hvis oprindelsessted ikke var kendt (ofte fra zoologiske haver), og som kunne have "påfaldende, men unormale" morfologiske egenskaber. I dag accepteres generelt kun otte underarter, men en af disse (kapløven, tidligere beskrevet som Panthera leo melanochaita) er muligvis også ugyldig. Selv de tilbageværende syv underarter kan være for mange; mitokondrievariation blandt nulevende afrikanske løver er beskeden, hvilket kunne tyde på, at alle sub-sahariske løver kan betragtes som en enkelt underart eller muligvis deles i to centrale klader: en vest for Great Rift Valley og en øst for. Løver fra Tsavo i det østlige Kenya er genetisk meget tættere på løver i Transvaal (Sydafrika) end på løver i Aberdarebjergene i det vestlige Kenya.

#### Recente
Der anerkendes i dag otte recente (holocæne) underarter:
- Asiatisk løve, P. l. persica var engang vidt udbredt fra Tyrkiet, tværs over Sydvestasien, til Pakistan, Indien og selv Bangladesh. Store løveflokke og det faktum, at de var aktive om dagen, gjorde dem nemmere mål for krybskytter end tigre og leoparder; nu eksisterer der omkring 300 i og omkring Gir-skoven i Indien.[14]
- Atlasløve, P. l. leo er uddød i naturen på grund af umådeholden jagt, selvom der muligvis stadig eksisterer eksemplarer i fangenskab. Dette var en af de største løveunderarter, hvis hanner angiveligt kunne blive 3–3,3 meter lange og veje mere end 200 kg. De strakte sig fra Marokko til Ægypten. Den sidste vildtlevende atlasløve blev dræbt i Marokko i 1920.[15]
- Vestafrikansk løve, P. l. senegalensis findes i det vestlige Afrika, fra Senegal til Nigeria.
- Congoløve, P. l. azandica findes i de nordøstlige dele af DR Congo.
- Masailøve, P. l. nubica, også kendt som den østafrikanske løve, findes i Østafrika, fra Etiopien og Kenya til Tanzania og Mozambique. Varieteten Tsavoløve lever i Kenya ved Tsavo nationalpark.
- Katangaløve, P. l. bleyenberghi, også kendt som den sydvestafrikanske løve, findes i Sydvestafrika, Namibia, Botswana, Angola, Katanga (DR Congo), Zambia og Zimbabwe.
- Transvaalløve, P. l. krugeri, også kendt som den sydøstafrikanske løve, findes i Transvaal-regionen i det sydøstlige Afrika, herunder i Kruger National Park.
- Kapløve, P. l. melanochaita, uddøde i naturen omkring 1860. Resultater af mitokondrisk DNA-forskning understøtter ikke en status som unik underart. Det er muligt, at kapløven blot var den sydligste population af den stadig eksisterende P. l. krugeri.[11]

#### Pleistocæne
Der fandtes flere yderligere underarter af løver i forhistorisk tid:
- P. l. atrox, kendt som den amerikanske løve eller amerikanske huleløve, eksisterede i stort antal i Amerika fra Canada til Peru i den pleistocæne epoke indtil for omkring 10.000 år siden. Denne form, samt huleløven, betragtes sommetider som separate arter, men nylige fylogenetiske studier antyder, at de begge er underarter af løven (Panthera leo).[16][7] Dette var en af de største underarter af løver, der har eksisteret, og dens kropslængde bliver vurderet til at have været 1,6-2,5 m.[17]
- P. l. fossilis var udbredt for omkring 500.000 år siden; der er blevet fundet fossiler i Tyskland og Italien. Underarten var større end nutidens afrikanske løver og kunne blive på størrelse med den amerikanske huleløve.[7][18] Huleløver i Lascaux-hulerne.
- P. l. spelaea, kendt som huleløven opstod i Eurasien for 300.000 til 10.000 år siden.[7] Denne art er kendt fra hulemalerier fra ældre stenalder (som vist til højre) samt elfenbensfigurer og andet,[19] der tyder på at den havde udstående ører, haledusk, måske svage tigerlignende striber og at i det mindste nogle havde krave eller primitiv manke omkring halsen, det vil sige muligvis hanner.[20]
- P. l. vereshchagini, er en form fundet i Jakutien (Rusland), Alaska (USA), og Yukon (Canada). Analyser af kranier og kæber af denne løve viser, at den var tydeligt større end den europæiske huleløve og mindre end den amerikanske løve.[7][21]

#### Tvivlsomme
- P. l. sinhaleyus, kendt som Sri Lanka-løven, lader til at have uddøet for omtrent 39.000 år siden. Den kendes kun fra to tænder fundet i aflejringer ved Kuruwita. På grundlag af disse tænder konkluderede P. Deraniyagala i 1939, at der fandtes endnu en underart.[22]
- P. l. europaea, kendt som den europæiske løve, var sandsynligvis identisk med Panthera leo persica eller Panthera leo spelea; dens status som underart er ikke bekræftet. Den uddøde omkring 100 e. Kr. som følge af kraftig jagt fra romere og grækere. Den levede på Balkan, den apenniniske halvø, i det sydlige Frankrig og på den iberiske halvø.

- P. l. youngi eller Panthera youngi, levede for 350.000 år siden.[2] Dens slægtskab med de nulevende løve-underarter er uklar, og det er sandsynligt, at den er en særskilt art.
- P. l. maculatus, kendt som Marozi eller den prikkede løve, menes sommetider at have været en særskilt underart, men kan være en voksen løve, som har bevaret sit plettede mønster fra da den var unge. Hvis det var en særskilt underart, snarere end et lille antal anderledes farvede individer, har den været uddød siden 1931. Mindre sandsynligt er det, at det var en naturlig leopard-løve-hybrid (ofte kaldt en "leopon".[23])

### Hybrider
Løver er kendt for at kunne parre sig med tigere (oftest de sibiriske og belgalske underarter) og derved skabe hybrider kaldet ligere og tigoner. De er også blevet krydset med leoparder, hvilket har skabt leoponer, samt jaguarer, som har skabt jaglioner. Marozien er angiveligt en plettet løve eller en naturligt forekommende leopon, mens den congolesiske plettede løve er en kompleks løve-jaguar-leopard-hybrid kaldet en lijagulep. Sådanne hybrider blev engang ofte fremavlet i zoologiske haver, men dette frarådes nu på grund af fokus på at bevare arter og underarter. Hybrider avles stadig i private menagerier og i zoologiske haver i Kina.
Ligeren er en krydsning mellem en hanløve og en huntiger. Da det væksthæmmende gen fra huntigeren mangler, overføres kun det vækstfremmende gen fra hanløven til ungen, hvilket gør at ligeren vokser sig langt større end begge forældre. De har fysiske og adfærdsmæssige egenskaber fra begge forældrearter (prikker og striber på en sandfarvet baggrund). Hanligere er altid sterile, men hunligere er typisk frugtbare. Hanner har omkring 50 % chance for at få en manke, men hvis de gror en, så vil den typisk være beskeden: omkring 50 % i størrelse af en normal løvemanke. Ligere er typisk mellem 3,0 og 3,7 m lange og kan veje mellem 360 og 450 kg eller mere. Den mindre udbredte tigon er en krydsning mellem en løvinde og en hantiger. Løven er således kun den tredjestørste katteart, hvis man medregner hybridarten liger. 

## Fysiske kendetegn
Løven er den højeste (målt ved skulderen) af kattedyrene, og er det næsttungeste kattedyr efter tigeren. Den er med sine kraftige ben, stærke kæbe og lange hjørnetænder i stand til at nedlægge og dræbe store byttedyr. Løvens kranie er næsten identisk med tigerens, selvom pandeområdet ofte er mere sammentrykt og fladt og med et lidt kortere postorbitalt område. Løvens kranie har bredere næseåbninger end tigeren. På grund af den store variation i kranier hos de to arter er det ofte kun strukturen af underkæben der kan bruges som effektiv indikator for arten. Løvens farve varierer fra lyst gulbrun til gullig, rødlig eller mørk okkerbrun. Undersiden er generelt lysere og haledusken er sort. Løveunger bliver født med brune øjepletter på deres krop, som til forveksling kunne minde om leopardens. Selvom disse gradvist forsvinder efterhånden som løverne vokser op, vil der af og til stadig kunne ses svage aftegninger af prikker på deres ben og underside, specielt hos løvinderne.
Løven er det eneste medlem af kattefamilien som udviser tydelig kønsdimorfisme — at hanner og hunner udseendemæssigt er meget forskellige. De har også specialiserede roller som hvert køn spiller i flokken. For eksempel mangler løvinden, der jager, hanløvens tykke, uhåndterlige manke. Manken lader til at hindre hannens evne til at være camoufleret hvis han skulle liste sig ind på et bytte, og overopheder ham i tilfælde af jagt. Farven på hannens manke varierer fra blond til sort, og bliver generelt mørkere efterhånden som løven bliver ældre.
Vægten for fuldvoksne løver ligger mellem 150–250 kg for hanner og 120–182 kg for hunner. Nowell og Jackson har rapporteret en gennemsnitsvægt på 181 kg for hanner og 126 kg for hunner. Løver varierer ofte i størrelse alt afhængig af deres miljø og område, hvilket resulterer i en stor spredning af dokumenteret vægt. For eksempel er løver i det sydlige Afrika generelt 5 procent tungere end løver i Østafrika.
Hoved og kropslængde er 170–250 cm for hanner og 140–175 cm for hunner; skulderhøjden er op til 123 cm hos hanner og 107 cm hos hunner. Halelængden er 90–105 cm hos hanner og 70–100 cm hos hunner. Den længste løve der kendes til var en sortmanket han skudt nær Mucsso i det sydlige Angola i oktober 1973; den tungeste løve man har kendt til i det fri var en menneskeæder skudt i 1936 udenfor Hectorspruit i det østlige Transvaal i Sydafrika – den vejede 313 kg. Løver i fangenskab bliver ofte større end vilde løver – den tungeste løve der kendes var en han i Colchester Zoo i England kaldt Simba i 1970, som vejede 375 kg.
Det tydeligste kendetegn som deles af både hanner og hunner er at halen ender i en behåret dusk. Hos nogle løver skjuler dusken en hård "pig" eller "spore", omtrent 5 mm lang, dannet fra en sammenslutning af de yderste dele af halebenet. Løven er det eneste kattedyr som har en dusket hale — hvad dusken og piggens funktion er vides ikke. Dusken, som mangler ved fødslen, vokser frem når løveungen er omkring 5½ måneder gammel, og kan tydeligt ses når den er 7 måneder.

### Manke
Den voksne hanløves manke er unik blandt kattedyrene og et af artens tydeligste kendetegn. Den får løven til at virke større, hvilket hjælper den med at virke skræmmende; dette bruger løven under konfrontationer med andre løver og med artens største rivaler i Afrika, de plettede hyæner. Mankens tilstedeværelse, farve og størrelse forbindes med genetiske forudsætninger, kønsmodenhed, klima og testosteronproduktion; tommelfingerreglen er, at jo mørkere og kraftigere manken er, desto sundere er løven. Løvinder, der søger mage foretrækker hanner med tykkest og mørkest manke. Forskning i Tanzania peger også på at længden på manken signalerer kampsucces i han-han-forhold. Mørkmankede individer kan have længere reproduktive liv og deres unger har større sandsynlighed for at overleve – til gengæld lider de, på grund af deres enorme manke, i årets varmeste måneder. I flokke der indeholder en sammenslutning af to eller tre hanner er det muligt at løvinder vil gå efter at parre sig mere aktivt med hanner som har tyk manke.
Videnskabsfolk mente engang at nogle underarters status kunne bevises ved morfologi, heriblandt mankens størrelse. Morfologi blev brugt til at identificere underarter såsom Atlasløven og kapløven. Forskning har dog indikeret at miljømæssige påvirkninger såsom omgivelsernes temperatur kan have indflydelse på størrelsen og farven på en løves manke. Den koldere temperatur i europæiske og nordamerikanske zoologiske haver kan for eksempel resultere i en tykkere manke. Dermed kan manken ikke bruges til at identificere underarter. Den asiatiske underarts hanner har dog generelt tyndere manke end den gennemsnitlige afrikanske løves.
Der er fundet mankeløse løver i Senegal og Tsavo East nationalpark i Kenya, og den oprindelige hvide løvehan fra Timbavati havde heller ingen manke. Hormonet testosteron er blevet forbundet med mankens vækst, og derfor har kastrerede løver ofte en meget lille – og nogle gange slet ingen – manke, da fjernelsen af testiklerne hæmmer produktionen af testosteron. Manglen på en manke kan somme tider også findes i indavlede løvebestande; indavl fører også til forringet frugtbarhed.
Mange løvinder har en krave som kan ses i nogle positurer. Somme tider er den indikeret på skulpturer og tegninger, specielt i værker fra oldtiden, og er fejlagtigt blevet set som en hans manke. Den er dog anderledes end en manke, da den sidder ved kæbelinjen under ørerne, er meget tyndere og oftest slet ikke kan ses, hvorimod en manke strækker sig over hannens ører, og dækker nogle gange omridset af dem fuldstændigt.
Hulemalerier af eksisterende europæiske huleløver viser udelukkende dyr uden manke, eller med blot et lille tegn på manke, hvilket kan indikere at de var mankeløse.

### Hvide løver
Den hvide løve er ikke en enkeltstående underart, men en speciel morf med en genetisk tilstand, leucisme, som giver en blegere farvetegning, meget som den hvide tiger; tilstanden minder om melanisme, som giver sorte pantere. De er ikke albinoer, og har normal pigmentering i øjnene og huden. Hvide Transvaal-løver (Panthera leo krugeri) er nogle gange blevet fundet i og omkring Kruger National Park og det nærliggende Timbavati Private Game Reserve i det østlige Sydafrika, men de findes oftere i fangenskab, hvor avlere specifikt udvælger dem. Deres pels' usædvanlige flødefarve skyldes et recessivt gen. Der foreligger rapporter om at de er blevet avlet i lejre i Sydafrika til brug som trofæer der dræbes under dåsejagter.
Det er først i slutningen af det 20. århundrede at eksistensen af hvide løver blev endeligt bekræftet. I flere hundrede år havde man ellers ment at den hvide løve var en del af en legende der cirkulerede i Sydafrika, hvor dyrets hvide pels siges at repræsentere godheden i alle dyr. De første rapporter om hvide løver var i de tidlige 1900'er, og sjældne rapporter fortsatte i næsten halvtreds år før der i 1975 blev fundet et kuld hvide løveunger i Timbavati Game Reserve.

## Biologi og adfærd
Løver bruger en stor del af deres tid på at hvile, og er inaktive i omkring 20 timer om dagen. Selvom løver kan være aktive når som helst, så stiger deres aktivitetsniveau generelt efter skumringen hvor de har social omgang, soignerer sig og har afføring. Efterfølgende har de med mellemrum perioder med aktivitet igennem nattetimerne frem til daggry, hvor jagten oftest finder sted. De bruger i gennemsnit to timer om dagen på at vandre og 50 minutter på at spise.

### Gruppeorganisering
Løver er kødædende rovdyr, som udviser to former for social organisation. Nogle er fastboende og lever i flokke. Flokken består oftest af 5-6 beslægtede hunner, deres unger af begge køn, og en eller to hanner, som parrer sig med de voksne hunner. Der er blevet observeret ekstremt store flokke på op til 30 individer. Hanunger bortvises fra deres mors flok når de er fuldt kønsmodne.
I den anden organisationsform kaldes løverne for nomader. Her bevæger de sig langt omkring, enten alene eller i par. Par ses oftere blandt beslægtede hanner, som er blevet bortvist fra den flok de blev født ind i. Bemærk at en løve kan skifte livsstil; nomader kan blive fastboende og omvendt. Hanner lever normalt altid i det mindste en del af deres liv som nomader, og nogle kommer aldrig til at blive optaget i en anden flok. En hun som bliver nomade har langt sværere ved at blive optaget i en ny flok, da hunnerne i en flok er beslægtede, og de afviser de fleste forsøg fra en ubeslægtet hun på at komme med i familiegruppen.
Løvinder udfører størstedelen af jagten for deres flok, da de er mindre, hurtigere og mere adrætte end hannerne, og ikke tynges af den tunge og iøjnefaldende manke, som bliver ekstremt varm ved overanstrengelse. De opfører sig som en koordineret gruppe for at kunne følge og nedlægge deres bytte. Mod jagtens slutning har hannerne en tendens til at ville besidde det dræbte dyr, når løvinderne har fået nedlagt byttet. Der er større sandsynlighed for at de deler med ungerne end med løvinderne, men de deler sjældent et bytte som de selv har dræbt. Mindre byttedyr ædes på jagtstedet, og deles dermed blandt jægerne; når byttedyret er større trækkes det ofte tilbage til flokkens område. De store byttedyr deles nemmere, selvom flokkens medlemmer ofte opfører sig aggressivt overfor hinanden, idet de alle forsøger at få fat i så meget mad som muligt.
Både hanner og hunner forsvarer flokken mod ubudne gæster. Nogle individer leder altid forsvaret mod indtrængende, mens andre holder sig mere tilbage. Løver har en tendens til at indtage bestemte roller i deres flok. F.eks. kan de løver, der ikke fører an ved forsvaret af flokken, bidrage til gruppen på andre vigtige måder. En alternativ hypotese går ud på, at der er en vis belønning forbundet med at være en leder som afværger de ubudne gæster, og løvindernes rang i flokken reflekteres af dette. Flokkens hanner (eller han) skal forsvare deres adgang til hunnerne overfor udefrakommende hanner, som forsøger at overtage adgangen til hunnerne og dermed blive en del af flokken på bekostning af de eksisterende hanner. Hunner danner den stabile sociale enhed i en flok, og tolererer ikke fremmede hunner; medlemskab af flokken ændres kun ved løvinders fødsel eller død, selvom nogle hunner forlader flokken og bliver nomader. Hanner skal derimod forlade flokken, når de bliver omtrent 2-3 år gamle.

### Jagt og byttedyr
Løver er kraftfulde dyr som oftest jager i koordinerede grupper og sniger sig ind på deres valgte bytte. De er dog ikke specielt kendt for deres udholdenhed – for eksempel er en løvindes hjerte kun 0,57 % af hendes kropsvægt (hannens hjerte er omkring 0,45 % af kropsvægten), hvorimod en hyænes hjerte er tæt på 1 % af dens kropsvægt. Derfor skal løverne være tæt på deres byttedyr før de starter angrebet – selvom de kan nå hastigheder på 80 km/t kan de kun gøre det over en kort spurt De udnytter forhold som reducerer deres synlighed; mange drab finder sted i nærheden af en eller anden form for dække eller de sker om natten. De sniger sig ind på offeret indtil de når en afstand på omtrent 30 meter eller mindre. Typisk vil flere løvinder arbejde sammen og omringe byttedyrets flok fra flere sider. Når de har sneget sig ind på en flok, vælger de oftest det nærmeste dyr som mål. Angrebet er kort og kraftfuldt; de forsøger at fange offeret med en hurtig spurt og et afsluttende spring. Byttet dræbes oftest ved kvælning. Byttet kan også dræbes ved at løven omslutter dyrets mund og næsebor med sine kæber (hvilket også vil resultere i kvælning). Mindre byttedyr kan dog blot dræbes ved et hårdt slag fra en løves pote.
Løvernes byttedyr er hovedsageligt store pattedyr, specielt gnuer, impalaer, zebraer, bøfler og vortesvin i Afrika, og nilghai-antilope, vildsvin og forskellige hjortearter i Indien. Mange andre arter jages, afhængigt af tilgængelighed. Disse omfatter normalt hovdyr som vejer mellem 50 og 300 kg såsom kudu, hartebeest, gemsbok og elandantiloper. Til tider kan de tage relativt små arter såsom Thomsongazeller eller springbukke. Løver som jager i grupper er i stand til at nedlægge de fleste dyr, selv sunde, voksne dyr, men de angriber generelt sjældent meget store byttedyr, såsom fuldvoksne giraffer, på grund af faren for at komme til skade.
Omfattende undersøgelser viser, at hunløver normalt nedlægger pattedyr, der i gennemsnit vejer 126 kg, mens hanløvers bytte i gennemsnit vejer 399 kg. I Afrika er gnuer som nævnt det foretrukne byttedyr (de udgør næsten halvdelen af løvernes bytte i Serengeti), fulgt af zebraer. Løver jager ikke fuldt udvoksede elefanter, ligesom de udelukker de fleste voksne flodheste, næsehorn, mindre gazeller, impalaer og andre adrætte antiloper. Giraffer og bøfler tages dog visse steder. Giraffer jages eksempelvis ofte i Kruger National Park. I Manyara Park står bøfler for op til 62 % af løvernes kost på grund af bøflernes store tæthed. Af og til kan løver tage flodheste, men voksne næsehorn undgås generelt. Også vortesvin tages ofte, hvis de er til stede. I nogle områder specialiserer løven sig i at jage atypiske byttedyr; dette er tilfældet ved Savuti i Botswana, hvor løverne jager unge elefanter. Parkguider i området har rapporteret om at løverne, drevet af ekstrem sult, begyndte at nedlægge babyelefanter, og derefter gik videre til ungdyr og somme tider fuldvoksne dyr om natten hvor elefanternes syn er dårligt. Løver angriber også husdyr; i Indien udgør kvæg en betragtelig del af deres kost. De er i stand til at dræbe andre rovdyr såsom leoparder, pumaer, hyæner og hyænehunde, selvom de (i modsætning til de fleste andre kattedyr) sjældent æder rivalerne efter at have dræbt dem. De spiser også ådsler fra dyr der enten er døde af naturlige årsager (sygdom) eller dræbt af andre rovdyr, og holder konstant øje med omkredsende gribbe, da de er klar over at disse indikerer et dyr der enten er dødt eller har problemer. En løve kan proppe sig og æde op til 30 kg på en gang; hvis den er ude af stand til at æde hele byttedyret vil den hvile i et par timer hvorefter den vil fortsætte. På en varm dag kan flokken trække sig ind i skyggen og efterlade en han eller to til at stå vagt. En voksen løvinde kræver i gennemsnit omkring 5 kg kød hver dag, mens en han kræver omkring 7 kg.
Fordi løvinder jager på åbne områder hvor de let kan ses af deres byttedyr, øger samarbejde om jagten muligheden for succes; dette gælder især ved jagt af større arter. Holdarbejde lader dem også nemmere forsvare deres måltid mod andre større rovdyr såsom hyæner, som kan blive tiltrukket af gribbe på flere kilometers afstand på den åbne savanne. Løvinder står for størstedelen af jagten; hanner knyttet til flokke deltager normalt ikke i jagt, bortset fra i tilfælde med større bytte såsom giraf eller bøffel. På en typisk jagt har hver løvinde en foretrukken position i gruppen, enten ved at snige sig ind på dyrets "vinge" og derefter angribe, eller ved at bevæge sig mindre i midten af gruppen og fange byttet, når det flygter fra de andre løvinder.
Unge løver viser "snigeadfærd" fra de er omkring tre måneder gamle, selvom de ikke deltager i jagt før de er næsten et år gamle. De begynder at kunne jage effektivt når de nærmer sig to år.

### Reproduktion og livscyklus
De fleste løvinder har fået unger i fireårsalderen. Løver parrer sig ikke på noget specifikt tidspunkt af året, og hunnerne kan komme i brunst flere gange på et år. Ligesom det er tilfældet med andre katte har hanløvens penis pigge som peger bagud. Ved udtrækningen af penis river piggene i hunnens vagina, hvilket kan give ægløsning. En løvinde kan parre sig med mere end en han, når hun er i løbetid; i løbet af et parringsforløb, som kan vare flere dage, parrer de sig tyve til fyrre gange om dagen og spiser ofte ikke. Løver reproducerer sig fint i fangenskab.
Den gennemsnitlige drægtighedsperiode er omkring 110 dage, hvorefter hunnen føder et kuld på en til fire unger i et afsidesliggende skjul (som kan være et krat, en hule eller et andet beskyttet sted) ofte væk fra resten af flokken. Hun vil ofte jage på egen hånd mens ungerne stadig er hjælpeløse, og blive relativt tæt på stedet hvor ungerne holder til. Ungerne selv er født blinde – deres øjne åbner sig ikke før omtrent en uge efter fødslen. De vejer 1,2 – 2,1 kg ved fødslen og er næsten hjælpeløse – de begynder at kravle en dag eller to efter fødslen og har normalt lært at gå når de er omkring tre uger gamle. Løvinden flytter sine unger til et nyt skjul flere gange om måneden ved at bære dem i nakkeskindet en efter en, for at undgå at lugten af ungerne bliver for kraftig i det samme skjul, hvilket ville kunne tiltrække andre rovdyr.
Normalt integrerer moderen ikke sig selv og sine unger i flokken igen, førend ungerne er seks til otte uger gamle. Somme tider sker denne introduktion til floklivet dog tidligere, specielt hvis andre løvinder har født omtrent samtidigt. Løvinder i en flok synkroniserer eksempelvis ofte deres reproduktionscyklusser så de kan samarbejde i opdragelsen og diegivningen af deres unger (når først ungerne er igennem den første tid isoleret med deres mor). Ungerne dier hos enhver hun i flokken, der giver mælk. Udover den større beskyttelse giver synkrone fødsler også den fordel at ungerne ender med at være omtrent samme størrelse, og har dermed en lige chance for overlevelse. Hvis en løvinde for eksempel føder et kuld unger nogle måneder efter en anden løvinde, vil de yngre unger, grundet deres mindre størrelse, normalt blive domineret af større unger ved måltider – og som følge deraf er der større sandsynlighed for at de yngre unger dør af sult.
Udover sult er der også mange andre farer for løveunger, såsom sjakaler, hyæner, leoparder, kampørne og slanger. Selv bøfler kan, hvis de får færten af løveunger, ofte trampe frem mod det buskads eller den hule hvor de holder til, og gøre deres bedste for at trampe ungerne ihjel mens de forsøger at holde løvinden på afstand. Ydermere dræber nye hanner ofte alle eksisterende unger hvis det lykkes dem at afsætte den dominerende han i en flok, måske fordi hunner ikke bliver frugtbare og modtagelige for parring før deres unger bliver voksne eller dør. Alt i alt dør op imod 80 % af ungerne før de bliver to år gamle.
Når de bliver introduceret til resten af flokken for første gang mangler ungerne til at begynde med selvtillid når de bliver konfronteret med andre voksne løver end deres mor. De begynder dog snart efter at blande sig i flokkens liv, og leger sammen eller forsøger at ville lege med de voksne løver. Løvinder med deres egne unger har større sandsynlighed for at tolerere andre løvinders unger end løvinder, der ikke selv har unger. Hanløvernes tolerance overfor unger varierer — nogle gange vil en han tålmodigt lade ungerne lege med hans hale eller hans manke, mens en anden kan snerre eller baske ungerne væk.
Fravænning sker efter seks-syv måneder. Hanløver bliver kønsmodne i treårsalderen, og når de bliver 4-5 år gamle er de i stand til at udfordre og afsætte voksne hanner i en anden flok. De begynder senest at ældes og svækkes mellem 10 og 15 år gamle, hvis de da ikke allerede er blevet alvorligt sårede under forsvaret af deres flok (når først en han er blevet afsat af rivaliserende hanner, lykkes det ham sjældent at overtage en ny flok). Dette efterlader et kort tidsrum hvor en hans afkom kan fødes og vokse op. Hvis han er i stand til at formere sig så snart han overtager en flok, kan han potentielt have flere unger der når at vokse op, inden han selv bliver afsat. En løvinde vil ofte forsvare sine unger voldsomt fra en overtagende han, men sådanne handlinger er sjældent vellykkede. Han dræber normalt alle eksisterende unger, der er mindre end to år gamle. En løvinde er svagere og meget lettere end en han; der er større sandsynlighed for succes når en gruppe på tre eller fire mødre i en flok slår sig sammen imod en han.
I modsætning til hvad mange tror er det ikke kun hanner som bortvises fra deres flok og bliver omstrejfende, selvom størstedelen af hunnerne ganske vist bliver sammen med den flok de blev født ind i. Men når flokken bliver for stor, kan den næste generation af hununger blive tvunget til at forlade den og finde deres eget territorie. Derudover kan halvvoksne unger, både hanner og hunner, blive bortvist når en ny hanløve overtager flokken. Livet som omstrejfende løvinde er hårdt. Omstrejfende løvinder får sjældent opfostret deres unger uden beskyttelse fra resten af flokken. En videnskabelig undersøgelse har vist at både hanner og hunner kan interagere homoseksuelt.

### Helbred
Selvom fuldvoksne løver ikke trues af nogle naturlige rovdyr tyder noget på, at størstedelen dør en voldsom død, dræbt af mennesker eller andre løver. Dette er især tilfældet for hanløver, der som flokkens centrale beskyttere har en større sandsynlighed for at komme i kamp med rivaler. Selvom en hanløve kan blive 15 eller 16 år gammel (hvis han undgår at blive afsat af andre hanner), bliver de fleste voksne hanner ikke mere end 10 år gamle. Dette er grunden til at hanløvens gennemsnitlige levealder er betragteligt mindre end løvindens i naturen. Løver af begge køn kan dog såres eller ligefrem dræbes af andre løver når to flokke med overlappende territorier kommer i konflikt med hinanden.
Diverse arter af flåter sætter sig ofte i løvers øre-, nakke- og lyskeregioner. Voksne eksemplarer af forskellige arter fra bændelormslægten Taenia er blevet isoleret fra tarmen efter løverne har indtaget larveformer fra antilopekød. Løver i Ngorongoro-krateret blev ramt af et udbrud af stikfluer (Stomoxys calcitrans) i 1962; dette resulterede i udmagrede løver, som blev dækket af blodige bare pletter. Løver forsøgte uden held at undgå de bidende fluer ved at klatre op i træer eller kravle ned i hyænegrave; mange omkom eller udvandrede og bestanden sank fra 70 til 15 individer. Et nyere udbrud i 2001 dræbte seks løver. Løver er, særligt i fangenskab, sårbare overfor hundesyge-virus (CDV), FIV og FIP. CDV spredes gennem tamhunde og andre rovdyr; et udbrud i 1994 i Serengeti nationalpark førte til at mange løver udviklede neurologiske symptomer såsom krampeanfald. Under udbruddet døde flere løver af lungebetændelse og hjernebetændelse. FIV, som minder om HIV uden at have kendt negativ påvirkning af løver, har en så foruroligende effekt på huskatte at SSP-programmet anbefaler systematisk test af løver i fangenskab. Den findes med høj til endemisk frekvens i flere vilde løvebestande, men er stort set fraværende hos asiatiske og namibiske løver.

### Kommunikation
Når de hviler, foregår løvers sociale adfærd på flere forskellige måder, ligesom dyrets kropssprog er højt udviklet. De mest almindelige fredelige berøringsmåder er hovedgnidning og slikken af hinanden, som er blevet sammenlignet med primaters gensidige aflusning af hinanden. Hovedgnidning — at gnubbe sin pande, ansigt og nakke mod en anden løve — lader til at være en form for hilsen, da det ofte ses efter et dyr har været væk fra de andre, eller efter en kamp eller konfrontation. Hanner har en tendens til at gnide sig op ad andre hanner, mens unger og hunner gnider sig op ad hunner. Slikken sker ofte samtidig med hovedgnidning; det er generelt gensidigt og den modtagende part lader til at udtrykke nydelse. Hoved og nakke er de oftest slikkede kropsdele, hvilket kan være opstået af praktiske grunde, da en løve ikke selv kan slikke disse områder individuelt.
Løver har en række ansigtsudtryk og kropsholdninger, der fungerer visuelt. Deres repertoire af lyde er også stort; variationer i intensitet og stemmeleje lader til at være centrale for kommunikationen, snarere end blot diskrete signaler. Løvelyde omfatter knurren, spinden, hvæsen, hosten, miaven, vuffen og brølen. Løver har tendens til at brøle på en meget karakteristisk måde, der begynder med nogle få dybe, lange brøl som dør hen i en række mindre brøl. De brøler oftest om natten; lyden, som kan høres på otte kilometers afstand, bruges til at gøre opmærksom på dyrets tilstedeværelse. Løver har det højeste brøl blandt de store katte.

### Forhold til andre rovdyr
Løver og plettede hyæner udfylder begge den samme økologiske niche, og er på den måde i direkte konkurrence med hinanden i områder, hvor de begge lever. Løver ignorerer normalt plettede hyæner, medmindre løverne er i færd med at æde eller bliver generet af dem. Plettede hyæner har omvendt en tendens til tydeligt at reagere på tilstedeværelsen af løver, uanset om der er mad eller ej. Løver overtager gerne byttedyr som de plettede hyæner har dræbt: i Ngorongoro-krateret er det meget normalt for mange løver at have en kost der i høj grad består af bytte stjålet fra hyæner, hvilket får hyænerne til at øge antallet af byttedyr de nedlægger. Løver er hurtige til at følge kald fra hyæner der æder. Når de konfronteres ved et bytte nedlagt af løver vil plettede hyæner enten forlade området eller vente tålmodigt i en afstand af 30-100 meter indtil løverne er færdige. I nogle tilfælde er plettede hyæner modige nok til at æde side om side med løverne, og kan til tider ligefrem tvinge løverne væk fra byttet. De to arter kan fremvise aggressiv adfærd overfor hinanden, selv når der ikke er mad involveret. Løver kan angribe hyæner og mishandle dem uden nogen åbenlys grund: en hanløve er eksempelvis blevet filmet dræbe to matriarkhyæner ved separate hændelser uden at æde dem, og løver kan stå for op til 71% af alle hyænedødsfald i Etosha nationalpark. Plettede hyæner har tilpasset sig dette pres ved ofte at flokkes om og overfalde løver, som kommer ind i deres territorier. Eksperimenter på plettede hyæner i fangenskab har vist at individer, som ikke har nogen tidligere erfaring med løver, vil være ligeglade med synet af en løve, men blive bange for lugten af en.
Løver dominerer ofte mindre kattedyr såsom geparder og leoparder i områder hvor de lever sammen. De vil stjæle deres bytte og vil dræbe deres unger eller selv fuldvoksne dyr når de får muligheden. Geparden har 50% risiko for at miste sit bytte til løver eller andre rovdyr. Løver er store dræbere af gepardunger - op til 90% af disse omkommer i de første uger efter fødslen på grund af angreb fra andre rovdyr. Geparder undgår konkurrence ved at jage på andre tidspunkter af døgnet og ved at skjule deres unger i tykt buskads. Leoparder bruger også sådanne taktikker, men har den fordel at de har nemmere end løver eller geparder ved at overleve på mindre byttedyr. Derudover kan leoparder, i modsætning til geparder, klatre i træer og bruge dem til at holde deres unger og bytte væk fra løver. Løver vil dog en gang imellem med held klatre op efter leoparders bytte. På samme måde dominerer løver hyænehunde, og stjæler ikke kun deres bytte, men jager også både unge og fuldvoksne hunde som bytte (selvom det sjældent lykkes dem at fange fuldvoksne individer).
Nilkrokodillen er det eneste rovdyr i løvens udbredelsesområde (bortset fra mennesket) som på egen hånd kan true løven. Afhængig af krokodillens og løvens størrelse kan de hver især miste deres bytte til den anden. Der er blevet observeret løver dræbe krokodiller som gik i land, ligesom det modsatte har været tilfældet for løver, som har bevæget sig ned i floder indeholdende krokodiller.

## Udbredelse og levested
I Afrika kan løver findes på savanner med spredte Acacia-træer, som bruges til skygge; deres levesteder i Indien er en blanding af tør savanneskov og meget tør løvfældende kratskov. I tidligere tider levede der løver over store dele af det sydlige Eurasien, fra Grækenland til Indien og det meste af Afrika med undtagelse af den centrale regnskov og Sahara-ørkenen. Således skrev Herodot eksempelvis om at løver var almindelige i Grækenland omkring 480 f. Kr.; de angreb pakkameler tilhørende den persiske konge Xerxes under hans march igennem landet. Aristoteles betragtede dem som sjældne i 300 f. Kr., og ved 100 e. Kr. var de udryddet. En bestand af den asiatiske løve overlevede i Kaukasus frem til det tyvende århundrede.
Arten blev udryddet i Palæstina i Middelalderen, og i det meste af resten af Asien efter skydevåben blev lettilgængelige i det 18. århundrede. Mellem det sene 19. og tidlige 20. århundrede blev de ligeledes udryddet i Nordafrika og Sydvestasien. Ved slutningen af det 19. århundrede var løven forsvundet fra Tyrkiet og det meste af Indien, mens der sidst blev set levende asiatiske løver i Iran i 1941 (mellem Shiraz og Jahrom i Fars), selvom der dog blev fundet ådsler fra en løvinde ved Karunflodens banker i Khuzestan i 1944. Efterfølgende har der ikke været nogle pålidelige rapporter fra landet. Underarten overlever nu kun i og omkring Gir-skoven i det nordvestlige Indien. Der lever omkring 300 løver i det 1.412 km² store reservat i Gujarat, som dækker det meste af skoven. Deres antal er langsomt stigende.

## Bestand og bevaringsstatus
De fleste løver lever nu i det østlige og sydlige Afrika, og deres antal falder drastigt, med et fald på omkring 30-50 procent per 20 år i sidste halvdel af det 20. århundrede. Det vurderes at den afrikanske løvebestand er på mellem 16.500 og 47.000 i naturen i 2002–2004, hvilket er en reduktion fra vurderinger på helt op til 100.000 eller måske ligefrem 400.000 i 1950. Grunden til faldet er ikke ligetil, og det kan muligvis ikke vendes. Tab af levesteder, og konflikter med mennesker betragtes som de mest alvorlige trusler mod arten. De tilbageværende bestande er ofte isoleret geografisk fra hinanden, hvilket kan medføre indavl og dermed en mangel på genetisk diversitet. Derfor betragtes løven som værende en sårbar art af International Union for Conservation of Nature and Natural Resources, mens den asiatiske underart er moderat truet. Løvebestanden i Vestafrika er isoleret fra løvebestande i det centrale Afrika, med lidt eller ingen udveksling af reproduktive individer. Antallet af voksne individer i Vestafrika vurderes af to nylige undersøgelser at være på ca. 850–1.160 (2002/2004). Der er uenighed omkring størrelsen af den største individuelle bestand i Vestafrika: vurderingerne rækker fra 100 til 400 løver i Burkina Faso's Arly-Singou-økosystem.
Bevarelse af både afrikanske og asiatiske løver har ført til oprettelsen af nationalparker og reservater; blandt de bedst kendte er Etosha nationalpark i Namibia, Serengeti nationalpark i Tanzania og Kruger National Park i det østlige Sydafrika. Uden for disse områder resulterer problemer med løvers møde med husdyr og mennesker ofte i at løverne elimineres. I Indien er den 1.412 km² Gir Forest National Park i den vestlige del af landet det sidste tilbageværende område for den asiatiske løve. Nationalparken var hjemsted for omkring 359 løver (pr. april 2006). Som i Afrika har de mange nærtbeliggende menneskelige beboelser ført til sammenstød mellem løver, husdyr, lokale beboere og ansatte hos nationalparken.
Atlasløvens tidligere popularitet som dyr i zoologiske haver har betydet at nogle løver i fangenskab sandsynligvis nedstammer fra den oprindelige bestand af Atlasløver. Dette omfatter tolv løver i Port Lympne Wild Animal Park i Kent i England, som nedstammer fra dyr ejet af kongen af Marokko. Yderligere elleve dyr, der menes at være Atlasløver, blev fundet i den zoologiske have i Addis Ababa, og nedstammede fra dyr ejet af kejser Haile Selassie. WildLink International har, i samarbejde med Oxford University, igangsat et ambitiøst projekt med navnet "International Barbary Lion Project", hvis mål er at identificere og avle Atlasløver i fangenskab med henblik på en senere genudsætning i en nationalpark i Atlasbjergene i Marokko.

### I fangenskab
Løver er en del af en gruppe af eksotiske dyr, som har været centrale i zoologiske haver siden slutningen af det 18. århundrede; medlemmer af denne gruppe er alle større hvirveldyr og omfatter elefanter, næsehorn, flodheste, store primater og andre store kattedyr; zoologiske haver søgte ofte at indfange så mange af disse arter som muligt. Selvom mange moderne zoologiske haver er mere selektive i deres udvælgelse af dyrearter, er der over 1.000 afrikanske og 100 asiatiske løver i zoologiske haver og dyreparker på verdensplan. De betragtes som en "ambassadørart" og beholdes ofte til brug ved turisme, undervisning og forvaltning af bestanden. Løver kan blive mere end 20 år i fangenskab; Apollo, en løve i Honolulu Zoo i Honolulu, Hawaii, døde 22 år gammel i august 2007. Hans to søstre, født i 1986, er stadig i live (pr. august 2007). Avlsprogrammer må tage løvernes oprindelse i betragtning, for at undgå at forskellige underarter blandes, hvad der nedsætter den forvaltningsmæssige værdi.
Løver blev holdt og avlet af assyriske konger så tidligt som 850 f.Kr., og Alexander den store siges at have fået foræret tamme løver af Malhierne i det nordlige Indien. Senere i romertiden holdt kejseren løver, der var beregnet til at tage del i gladiatorkampe eller henrettelser. Kendte romere, såsom Sulla, Pompejus og Julius Cæsar, beordrede ofte masseslagtninger af flere hundrede løver ad gangen. I Østen blev løver tæmmet af de indiske prinser, og Marco Polo beskrev at Kublai Khan holdt løver indendørs. De første europæiske "zoologiske haver" var spredt ud blandt adelige og kongelige familier i det 13. århundrede, og kaldtes helt frem til det 17. århundrede for seraglioer; herefter blev de kaldt menagerier, en udvidelse af rædselskabinetter. De spredte sig fra Frankrig og Italien til resten af Europa i Renæssancen.
Seraglioer repræsenterede adelens magt og rigdom. Dyr såsom store kattedyr og elefanter symboliserede magt, og blev ofte sat i kampe mod hinanden eller mod husdyr. Herudover blev menagerier og seraglioer også demonstrationer af menneskets dominans over naturen. Som følge heraf skabte det stor forbløffelse, da sådanne naturlige "herskere" blev besejret af en ko i 1682, og en elefants flugt fra et næsehorn blev udsat for mange negative tilråb. Sådanne kampe forsvandt efterhånden i løbet af det 17. århundrede, da menageriet spredte sig blandt almindelige mennesker. Traditionen med at holde store kattedyr som kæledyr varede helt ind i det 19. århundrede, hvor det blev anset for højst excentrisk.
Handelen med vilde dyr blomstrede som en del af den store kolonihandel i det 19. århundrede. Løver blev betragtet som meget udbredte og billige. Selvom de var dyrere end tigere, kostede de alligevel mindre end større, eller mere transportbesværlige, dyr såsom giraffer og flodheste, og meget mindre end pandaer. Ligesom andre dyr, blev løver anset som naturlige, ubegrænsede handelsvarer og blev nådesløst udnyttet, med enorme tab ved tilfangetagelse og transport. Det meget reproducerede billede af den heltemodige jæger, der jager løver, ville komme til at dominere størstedelen af århundredet. Opdagelsesrejsende og jægere udnyttede en udbredt manikæisk opdeling af dyr i "gode" og "onde" til at tilføre deres eventyr mere spænding, og portrætterede sig selv som heroiske figurer. Dette resulterede i at store kattedyr, der altid var mistænkt for at være menneskeædere, repræsenterede "både frygten for naturen og tilfredsstillelsen ved at have overvundet den."
Løver blev som regel holdt i små bure, indtil Carl Hagenbeck tidligt i det 20. århundrede skabte indhegnede arealer, der i højere grad skulle ligne naturlige levesteder.
Der har også været set eksempler på at en løve er blevet holdt af et privat individ, såsom løvinden Elsa, som blev opdrættet af George Adamson og hans kone Joy, og udviklede et stærkt bånd til dem, særligt til sidstnævnte. Løvinden opnåede senere berømmelse, og hendes liv blev dokumenteret i en række bøger og film.

### Løvetæmning
En løvetæmmer er en person, der tæmmer løver til underholdning for et publikum, enten som del af et etableret cirkus eller som en individuel handling, såsom hos Siegfried & Roy. Begrebet bruges også ofte om tæmning og fremvisning af andre store kattedyr såsom tigere, leoparder og pumaer. Blandt pionererne inden for løvetæmning var i den første halvdel af det 19. århundrede den franske Henri Martin og amerikanske Isaac Van Amburgh, som begge turnerede vidt og bredt, og hvis teknikker blev kopieret af en række efterfølgere. Van Amburgh optrådte for dronning Victoria i 1838, da han turnerede Storbritannien. Martin komponerede en pantomime med titlen Les Lions de Mysore, en idé som Amburgh hurtigt lånte. Disse optrædener kom til at overskygge rideoptrædener som den centrale del af cirkusforestillinger, men nåede for alvor den offentlige bevidsthed med fremkomsten af biografer i begyndelsen af det 20. århundrede. Ved at demonstrere menneskets overlegenhed i forhold til dyret kom løvetæmmeren til at repræsentere nogenlunde det samme som dyrekampe havde gjort i de foregående århundreder. Det ultimative bevis på en domptørs (løvetæmmers) dominans og kontrol over en løve demonstreres ved, at han placerer sit hoved i løvens mund. Den nu ikoniske løvetæmmers stol blev første gang brugt af amerikaneren Clyde Beatty (1903–1965).

## Kulturelle fremstillinger
Løven har været et ikon for menneskeheden i flere tusinde år og er blevet fremstillet i kulturer i Europa, Asien og Afrika. På trods af eksempler på angreb på menneske er løver generelt blevet positivt afbilledet som stærke og noble. En typisk afbildning er som "junglens konge" eller "dyrenes konge". Af samme grund har løven længe været et populært symbol på kongelighed og statslighed såvel som et symbol på mod. F.eks. medvirker løven i flere af Æsops fabler fra det 6. århundrede f. Kr.
Repræsentationer af løver går 32.000 år tilbage. Løvemennesket hugget i elfenben fra Hohlenstein-Stadel-hulen i Schwäbische Alb i det sydvestlige Tyskland er blevet vurderet til at være omkring 32.000 år gammelt og fra Aurignacienkulturen. I Lascaux-hulerne findes to løver, der parrer sig, i et 15.000 år gammelt Palæolitisk hulemaleri. Huleløver portrætteres også i Chauvetgrotten, der blev fundet i 1994. Disse vurderes at være 32.000 år gamle, omend de muligvis er på alder med Lascaux eller yngre.
I det gamle Ægypten blev løvinder (den stærke jæger) tilbedt som krigsguder, og blandt guderne i det egyptiske panteon er Bast, Mafdet, Menhit, Pakhet, Sekhmet, Tefnut og Sfinxen. Løven fra Nemea var et symbol i oldtidens Grækenland og Rom og repræsenteret som stjernetegnet Løven og beskrevet i mytologi, hvor dens skind bæres af helten Herakles.
Løven var et fremtrædende symbol i det gamle Mesopotamien (fra Sumer op til assyriske og babylonske tider), hvor den var stærkt associeret med kongelighed. Det er i Babylon, at den bibelske Daniel siges at være blevet frelst fra løvens hule.

## Fodnoter
1. 1 2 3 4 5 6  Nowak, Ronald M. (1999). Walker's Mammals of the World. Baltimore: Johns Hopkins University Press. ISBN 0-8018-5789-9.
2. 1 2  Harington, CR (1969). "Pleistocene remains of the lion-like cat (Panthera atrox) from the Yukon Territory and northern Alaska". Canadian Journal Earth Sciences. 6 (5): 1277-1288.
3. ↑  Smuts, G.L. (1982). Lion. Johannesburg: Macmillian South Africa (Publishers)(Pty.) Ltd. s. 231. ISBN 0-86954-122-6.
4. 1 2 3 4  Nowell & Bauer (2004). Panthera leo. 2006. IUCN's rødliste over truede arter. IUCN 2006. www.iucnredlist.org. Hentet 2006-05-11. Indeholder en længere beskrivelse af hvorfor arten er sårbar.
5. ↑  Yamaguchi, Nobuyuki; Cooper, Alan; Werdelin, Lars; Macdonald, David W. (august 2004). "Evolution of the mane and group-living in the lion (Panthera leo): a review". Journal of Zoology. 263 (4): 329-342. doi:10.1017/S0952836904005242. ISSN 0952-8369.
6. ↑  Turner, Allen (1997). The big cats and their fossil relatives : an illustrated guide to their evolution and natural history. New York: Columbia University Press. ISBN 0-231-10229-1.
7. 1 2 3 4 5 6 7  Burger, Joachim;  et al. (marts 2004). "Molecular phylogeny of the extinct cave lion Panthera leo spelaea" (PDF). Molecular Phylogenetics and Evolution. 30 (3): 841-849. doi:10.1016/j.ympev.2003.07.020. PMID 15012963. Arkiveret fra originalen (PDF) 24. august 2011. Hentet 2007-09-20. {{cite journal}}: Eksplicit brug af et al. i: |author= (hjælp)
8. ↑  Harington, CR (1996). "American Lion". Yukon Beringia Interpretive Centre website. Yukon Beringia Interpretive Centre. Arkiveret fra originalen 12. marts 2012. Hentet 2010-03-08.
9. ↑  Barbary Lion – Panthera leo leo – Largest Lion Subspecies Arkiveret 25. august 2011 hos  Wayback Machine Retrieved on 19 September 2007
10. 1 2 3 4 5  Grisham, Jack (2001). "Lion".  I Catherine E. Bell (red.). Encyclopedia of the World's Zoos. Vol. Volume 2: G–P. Chofago: Fitzroy Dearborn. s. 733-739. ISBN 1-57958-174-9. {{cite encyclopedia}}: |volume= har ekstra tekst (hjælp)
11. 1 2 3 4  Barnett, Ross; Yamaguchi, Nobuyuki; Barnes, Ian; Cooper, Alan (august 2006). "Lost populations and preserving genetic diversity in the lion Panthera leo: Implications for its ex situ conservation". Conservation Genetics. 7 (4): 507-514. doi:10.1007/s10592-005-9062-0.
12. ↑  Barnett, Ross; Yamaguchi, Nobuyuki; Barnes, Ian; Cooper, Alan (2006). "The origin, current diversity and future conservation of the modern lion (Panthera leo)" (PDF). Proceedings of the Royal Society B: Biological Sciences. 273 (1598): 2119-2125. doi:10.1098/rspb.2006.3555. PMC 1635511. PMID 16901830. Arkiveret fra originalen (PDF) 8. august 2007. Hentet 2007-09-04.
13. ↑  Dubach, Jean; et al (januar 2005). "Molecular genetic variation across the southern and eastern geographic ranges of the African lion, Panthera leo". Conservation Genetics. 6 (1): 15-24. doi:10.1007/s10592-004-7729-6.
14. 1 2  Wildlife Conservation Trust of India (2006). "Asiatic Lion - History". Asiatic Lion Information Centre. Wildlife Conservation Trust of India. Arkiveret fra originalen 18. august 2011. Hentet 2007-09-15.
15. 1 2  Nowell K, Jackson P (1996). "Panthera Leo". Wild Cats: Status Survey and Conservation Action Plan (PDF). Gland, Switzerland: IUCN/SSC Cat Specialist Group. s. 17-21. ISBN 2-8317-0045-0.
16. ↑  Barnett, Ross et al. (2009): Phylogeography of lions (Panthera leo ssp.) reveals three distinct taxa and a late Pleistocene reduction in genetic diversity Arkiveret 6. december 2010 hos  Wayback Machine Mol. Ecol. Vol.18, p.1668-1677.
17. ↑  Martin, P.S. (1984). Quaternary Extinctions. Tucson, Arizona: University of Arizona Press. ISBN 0-8165-1100-4. (Webside ikke længere tilgængelig)
18. ↑  Ernst Probst: Deutschland in der Urzeit. Orbis Verlag, 1999. ISBN 3-572-01057-8
19. 1 2  Packer, Craig; Clottes, Jean (november 2000). "When Lions Ruled France" (PDF). Natural History: 52-57. Arkiveret fra originalen (PDF) 25. september 2007. Hentet 2007-08-27.
20. 1 2  Koenigswald, Wighart von (2002). Lebendige Eiszeit: Klima und Tierwelt im Wandel. Stuttgart: Theiss. ISBN 3-8062-1734-3. (tysk)
21. ↑  Baryshnikov, G.F.; Boeskorov, G. (2001). "The Pleistocene cave lion, Panthera spelaea (Carnivora, Felidae) from Yakutia, Russia". Cranium. 18 (1): 7-24.
22. ↑  Kelum Manamendra-Arachchi, Rohan Pethiyagoda, Rajith Dissanayake, Madhava Meegaskumbura (2005). "A second extinct big cat from the late Quaternary of Sri Lanka". The Raffles Bulletin of Zoology Supplement. National University of Singapore. 12: 423-434. Arkiveret fra originalen (PDF) 25. december 2018. Hentet 2007-07-31.{{cite journal}}:  CS1-vedligeholdelse: Flere navne: authors list (link)
23. ↑  Shuker, Karl P.N. (1989). Mystery Cats of the World. Robert Hale. ISBN 0-7090-3706-6.
24. ↑  Guggisberg, C. A. W. (1975). Wild Cats of the World. New York: Taplinger Publishing. ISBN 0-8008-8324-1.
25. ↑  Doi H, Reynolds B (1967). The Story of Leopons. New York: Putnam. OCLC 469041.
26. 1 2  Markel, Scott; León, Darryl (2003). Sequence Analysis in a Nutshell: a guide to common tools and databases. Sebastopol, California: O'Reily. ISBN 0-596-00494-X.
27. ↑  "tigon - Encyclopædia Britannica Article". Hentet 12. september 2007.
28. ↑  "Lion". Honolulu Zoo. Arkiveret fra originalen den 4. august 2007.{{cite web}}:  CS1-vedligeholdelse: BOT: original-url status ukendt (link) Arkiveret udgave fra august 2007.
29. ↑  V.G Heptner & A.A. Sludskii (1992). Mammals of the Soviet Union, Volume II, Part 2. Leiden u.a.: Brill. ISBN 9004088768.
30. ↑  Scott, Jonathon; Scott, Angela. (2002) Big Cat Diary: Lion, p. 80
31. ↑  Wood, The Guinness Book of Animal Facts and Feats. Sterling Pub Co Inc (1983), ISBN 0-85112-235-3
32. ↑  Jungle Photos Africa Animals mammals – lion natural history Wood, G. 1983. The Guinness book of animal facts and feats. Sterling Pub. Co. Inc. 3rd. edition. 256 pp.
33. ↑  Schaller, p. 28
34. ↑  
Trivedi, Bijal P. (2005). "Are Maneless Tsavo Lions Prone to Male Pattern Baldness?". National Geographic. Hentet 2007-07-07.
35. 1 2  Trivedi, Bijal P. (22. august 2002). "Female Lions Prefer Dark-Maned Males, Study Finds". National Geographic News. National Geographic. Hentet 2007-09-01.
36. 1 2  West, Peyton M.; Packer, Craig (august 2002). "Sexual Selection, Temperature, and the Lion's Mane". Science. 297 (5585): 1339-43. doi:10.1126/science.1073257. PMID 12193785.
37. 1 2  Yamaguchi, Nobuyuki; Haddane, B. (2002). "The North African Barbary lion and the Atlas Lion Project". International Zoo News. 49: 465-481.
38. 1 2  Menon, Vivek (2003). A Field Guide to Indian Mammals. Delhi: Dorling Kindersley India. ISBN 0-14-302998-3.
39. ↑  Munson, Linda (3. marts 2006). "Contraception in felids". Theriogenology. 66 (1): 126-134. doi:10.1016/j.theriogenology.2006.03.06. PMID 16626799.
40. ↑  Trivedi, Bijal P. (12. juni 2002). "To Boost Gene Pool, Lions Artificially Inseminated". National Geographic News. National Geographic. Hentet 2007-09-20.
41. ↑  McBride, Chris (1977). The White Lions of Timbavati. Johannesburg: E. Stanton. ISBN 0-949997-32-3.
42. ↑  Tucker, Linda (2003). Mystery of the White Lions—Children of the Sun God. Mapumulanga: Npenvu Press. ISBN 0-620-31409-5.
43. ↑  The rare white lions Retrieved on 20 September 2007.
44. ↑  Schaller, p. 122
45. ↑  Schaller, p. 120–121
46. ↑  Schaller, p. 33
47. ↑  Schaller, p. 133
48. ↑  Heinsohn, R.; Packer, C. (1995). "Complex cooperative strategies in group-territorial African lions". Science. 269 (5228): 1260-1262. doi:10.1126/science.7652573. PMID 7652573.
49. ↑  Morell, V. (1995). "Cowardly lions confound cooperation theory". Science. 269 (5228): 1216-1217. doi:10.1126/science.7652566. PMID 7652566.
50. ↑  Jahn, Gary C. (1996). "Lioness Leadership". Science. 271 (5253): 1215. doi:10.1126/science.271.5253.1215a. PMID 17820922.
51. ↑  Schaller, p. 37
52. ↑  Schaller, p. 39
53. 1 2  Schaller, p. 44
54. ↑  Schaller, p. 248
55. ↑  "Speed of Animals". Fact Monster. Hentet 6. oktober 2009.
56. ↑  Schaller, p. 247–248
57. ↑  Schaller, p. 237
58. ↑  Dr Gus Mills. "About lions—Ecology and behaviour". African Lion Working Group. Arkiveret fra originalen 31. marts 2014. Hentet 2007-07-20.
59. ↑  Radloff, Frans G. T.; Du Toit, Johan T. (2004). "Large predators and their prey in a southern African savanna: a predator's size determines its prey size range". Journal of Animal Ecology 73: 410–423. doi:10.1111/j.0021-8790.2004.00817.x
60. ↑  The Art of Being a Lion pg 186, Christine and Michel Denis-Huot, Friedman/Fairfax, 2002
61. ↑  Pienaar U de V (1969). "Predator-prey relationships amongst the larger mammals of the Kruger National Park". Koedoe. 12: 108-176.
62. ↑  "Among the Elephants", Iain and Oria Douglas-Hamilton, 1975
63. ↑  Hayward, Matt W.; Kerley, Graham (2005). "Prey preferences of the lion (Panthera leo)". Journal of Zoology. 267 (3): 309-322. doi:10.1017/S0952836905007508.
64. ↑  Kemp, Leigh. "The Elephant Eaters of the Savuti". go2africa. Arkiveret fra originalen 26. november 2012. Hentet 8. marts 2010.
65. ↑  Whitworth, Damien (9. oktober 2006). "King of the jungle defies nature with new quarry". The Australian. Arkiveret fra originalen 27. maj 2012. Hentet 2007-07-20.
66. ↑  Schaller, p. 213
67. 1 2  Guggisberg, C. A. W. (1961). Simba: the life of the lion. Cape Town: Howard Timmins.
68. ↑  Schaller, p. 270–276
69. ↑  "Lions". Honolulu Zoo. Arkiveret fra originalen 4. august 2007. Hentet 2007-07-20.
70. ↑  Stander, P. E. (1992). "Cooperative hunting in lions: the role of the individual". Behavioral Ecology and Sociobiology. 29 (6): 445-454. doi:10.1007/BF00170175.
71. ↑  Schaller, p. 153
72. ↑  Schaller, s. 29
73. 1 2  Schaller, s. 174
74. ↑  Asdell, Sydney A. (1993) [1964]. Patterns of mammalian reproduction. Ithaca: Cornell University Press. ISBN 978-0-8014-1753-5.
75. ↑  Schaller, s. 142
76. 1 2  Scott, Jonathon; Scott, Angela. (2002), Big Cat Diary: Lion, s. 45
77. ↑  Schaller, s. 143
78. ↑  Scott, Jonathon; Scott, Angela. s. 45
79. 1 2  Packer, C., Pusey, A. E. (maj 1983). "Adaptations of female lions to infanticide by incoming males" (PDF). American Naturalist. 121 (5): 716-728. doi:10.1086/284097. Arkiveret fra originalen (PDF) 10. juli 2007. Hentet 2007-07-08.{{cite journal}}:  CS1-vedligeholdelse: Flere navne: authors list (link)
80. ↑  Macdonald, David (1984). The Encyclopedia of Mammals. New York: Facts on File. s. 31. ISBN 0-87196-871-1.
81. ↑  Scott, Jonathon; Scott, Angela; p. 46
82. ↑  Crandall, Lee S. (1964). The management of wild animals in captivity. Chicago: University of Chicago Press. OCLC 557916.
83. ↑  Scott, Jonathon; Scott, Angela. p. 68
84. ↑  Bagemihl, Bruce (1999). Biological Exuberance: Animal Homosexuality and Natural Diversity. New York: St. Martin's Press. s. 302–305. ISBN 0-312-19239-8.
85. ↑  Srivastav, Suvira (15.-31. december 2001). "Lion, Without Lioness". TerraGreen: News to Save the Earth. Terragreen. Arkiveret fra originalen 14. maj 2008. Hentet 2010-07-21.{{cite web}}:  CS1-vedligeholdelse: Dato-format (link)
86. ↑  Schaller, s. 183
87. ↑  Schaller, s. 184
88. ↑  Yeoman, G.; Walker, Jane B. (1967). The ixodid ticks of Tanzania. London: Commonwealth Institute of Entomology. OCLC 955970.
89. ↑  Sachs, R (1969). "Untersuchungen zur Artbestimmung und Differenzierung der Muskelfinnen ostafrikanischer Wildtiere [Differentiation and species determination of muscle-cysticerci in East African game animals]". Zeitschrift für tropenmedizin und Parasitologie. 20 (1): 39-50. PMID 5393325. (tysk)
90. ↑  Fosbrooke, Henry (1963). "The stomoxys plague in Ngorongoro". East African Wildlife Journal. 1 (6): 124-126. doi:10.2307/1781718.
91. ↑  Nkwame, Valentine M (9. september 2006). "King of the jungle in jeopardy". The Arusha Times. Hentet 2007-09-04.
92. ↑  M.E. Roelke-Parker;  et al. (februar 1996). "A canine distemper epidemic in Serengeti lions (Panthera leo)" (PDF). Nature. 379 (6564): 441-445. doi:10.1038/379441a0. PMID 8559247. Arkiveret fra originalen (PDF) 10. juli 2007. Hentet 2007-07-08. {{cite journal}}: Eksplicit brug af et al. i: |author= (hjælp)
93. ↑  Schaller, p. 85
94. ↑  Sparks, J (1967). "Allogrooming in primates:a review".  I Desmond Morris (red.). Primate Ethology. Chicago: Aldine. ISBN 0-297-74828-9. (2007 edition: 0-202-30826-X)
95. ↑  Leyhausen, Paul (1960). Verhaltensstudien an Katzen (2nd udgave). Berlin: Paul Parey. ISBN 3-489-71836-4. (tysk)
96. ↑  Schaller, p. 85–88
97. ↑  Schaller, p. 88–91
98. ↑  Schaller, p. 92–102
99. ↑  Schaller, p. 103–113
100. 1 2  Interactions between Hyenas and other Carnivorous Animals from Hans Kruuk’s The Spotted Hyena: A Study of Predation and Social Behaviour The University of Chicago Press, Chicago 60637, 1972
101. ↑  Interactions with hyenas, jackals and vultures from The Serengeti lion: a study of predator-prey relations by George B. Schaller, University of Chicago Press, 1976
102. ↑  Dereck and Beverley Joubert (1992). Eternal Enemies: Lions and Hyenas (DVD). National Geographic.
103. ↑  Competitive interactions between spotted hyenas and lions in the Etosha nationalpark, Namibia by Trinkel, Martina; Kastberger, Gerald. African Journal of Ecology, Volume 43, Number 3, September 2005 , pp. 220-224(5), Blackwell Publishing
104. ↑  O'Brien, S., D. Wildt, M. Bush (1986). "The Cheetah in Genetic Peril". Scientific American 254: 68–76.
105. ↑  Schaller, p. 293
106. ↑  Animal Info - African Wild Dog
107. ↑  Crocodiles! - PBS Nova transcript
108. ↑  Guggisberg, C.A.W. (1972). Crocodiles: Their Natural History, Folklore, and Conservation. Newton Abbot: David & Charles. s. 195. ISBN 0715352725.
109. ↑  Miller, Brian (2000). Endangered animals: a reference guide to conflicting issues. Greenwood Publishing Group, 2000. ISBN 0313308160.
110. ↑  Rudnai, Judith A. (1973). The social life of the lion. Wallingford: s.n. ISBN 0-85200-053-7.
111. ↑  "The Gir - Floristic". Asiatic Lion Information Centre. Wildlife Conservation Trust of India. 2006. Arkiveret fra originalen 16. september 2011. Hentet 2007-09-14.
112. 1 2  Schaller, p. 5
113. ↑  Heptner, V.G.; Sludskii, A. A. (1989). Mammals of the Soviet Union: Volume 1, Part 2: Carnivora (Hyaenas and Cats). New York: Amerind. ISBN 9004088768.
114. ↑  "Past and present distribution of the lion in North Africa and Southwest Asia". Asiatic Lion Information Centre. 2001. Arkiveret fra originalen 10. maj 2008. Hentet 2006-06-01.
115. ↑  Wildlife Conservation Trust of India (2006). "Asiatic Lion - Population". Asiatic Lion Information Centre. Wildlife Conservation Trust of India. Arkiveret fra originalen 13. august 2011. Hentet 2007-09-15.
116. ↑  The Mane Don't Fit
117. ↑  Bauer H, Van Der Merwe S (2002). "The African lion database". Cat news. 36: 41-53.
118. ↑  Chardonnet P (2002). Conservation of African lion. Paris, France: International Foundation for the Conservation of Wildlife.
119. ↑  "AWF Wildlife: Lion". African Wildlife Foundation. Hentet 2007-08-29.
120. ↑  "NATURE. The Vanishing Lions". PBS. Arkiveret fra originalen 11. juni 2007. Hentet 2007-07-20.
121. ↑  Breitenmoser, U., Mallon, D.P., Ahmad Khan, J. & Driscoll, C. (2008)."Panthera leo ssp. persica". IUCN Red List of Threatened Species.Version 2015.4. Hentet 27. jan 2016.
122. ↑  Roach, John (16. juli 2003). "Lions Vs. Farmers: Peace Possible?". National Geographic News. National Geographic. Hentet 2007-09-01.
123. ↑  
Saberwal, Vasant K; Gibbs, James P.; Chellam, Ravi; Johnsingh, A. J. T. (juni 1994). "Lion-Human Conflict in the Gir Forest, India". Conservation Biology. 8 (2): 501-507. doi:10.1046/j.1523-1739.1994.08020501.x.
124. ↑  "Barbary Lion News". Arkiveret fra originalen 17. december 2005. Hentet 2007-09-24.
125. ↑  de Courcy, s. 81
126. ↑  de Courcy, s. 82
127. ↑  Dollinger P, Geser S. "Animals: WAZA'S virtual zoo - lion". WAZA'S virtual zoo. WAZA (World Association of Zoos and Aquariums). Arkiveret fra originalen 28. september 2006. Hentet 2007-09-07.
128. ↑  Aguiar, Eloise (august 2007). "Honolulu zoo's old lion roars no more". Honolulu Advertiser. Arkiveret fra originalen 25. december 2018. Hentet 2007-09-04.
129. ↑  Frankham, Richard; Ballou, Jonathan; Briscoe, David (2009). Introduction to Conservation Genetics. Cambridge, England: Cambridge University Press. s. 437. ISBN 0521702712. Hentet 2010-09-12.{{cite book}}:  CS1-vedligeholdelse: Flere navne: authors list (link)
130. ↑  Smith, Vincent Arthur (1924). The Early History of India. Oxford: Clarendon Press. s. 97.
131. ↑  Thomas Wiedemann, Emperors and Gladiators, Routledge, 1995, s. 60. ISBN 0-415-12164-7.
132. ↑  Baratay & Hardouin-Fugier, s. 17.
133. ↑  Baratay & Hardouin-Fugier, s. 19–21, 42.
134. ↑  Baratay & Hardouin-Fugier, s. 24–28.
135. ↑  Baratay & Hardouin-Fugier, s. 122.
136. ↑  Baratay & Hardouin-Fugier, s. 114, 117.
137. ↑  Baratay & Hardouin-Fugier, s. 113.
138. ↑  Baratay & Hardouin-Fugier, pp. 173, 180–183.
139. 1 2  Baratay & Hardouin-Fugier, s. 187.
140. ↑  Feldman, David (1993). How Does Aspirin Find a Headache?. HarperCollins. ISBN 0-06-016923-0.
141. 1 2  Garai, Jana (1973). The Book of Symbols. New York: Simon & Schuster. ISBN 0-671-21773-9.
142. ↑  Aesop; Gibbs L (2002). Aesop's Fables. Oxford World's Classics. Oxford: Oxford University Press. ISBN 0192840509.
143. ↑  Züchner, Christian (september 1998). Grotte Chauvet Archaeologically Dated. International Rock Art Congress IRAC ´98 - Vila Real – Portugal. Arkiveret fra originalen 21. februar 2001. Hentet 2007-08-27.{{cite conference}}:  CS1-vedligeholdelse: location (link)
144. ↑  Graves, R (1955). "The First Labour:The Nemean Lion". Greek Myths. London: Penguin. s. 465–469. ISBN 0-14-001026-2.
145. ↑  Cassin, Elena (1981). "Le roi et le lion" [The king & the lion] (PDF). Revue de l'histoire des religions (fransk). 298 (198-4): 355-401. doi:10.3406/rhr.1981.4828. Hentet 3. december 2009.
146. ↑  Daniel 6

### Citerede tekster
- Baratay, Eric; Hardouin-Fugier, Elisabeth (2002). Zoo : a history of zoological gardens in the West. London: Reaktion Books. ISBN 1861891113.
- Blunt, Wilfred (1975). The Ark in the Park: The Zoo in the Nineteenth Century. London: Hamish Hamilton. ISBN 0241893313.
- de Courcy, Catherine (1995). The Zoo Story. Ringwood, Victoria: Penguin Books. ISBN 0140239197.
- Schaller, George B. (1972). The Serengeti lion: A study of predator-prey relations. Chicago: University of Chicago Press. ISBN 0226736393.